# Collezione temporanea
Collezione temporanea è la seconda raccolta discografica di Raf, pubblicata dall'etichetta discografica Warner Music nel 1996.

## Descrizione
Nella raccolta sono presenti tutti i più grandi successi dei suoi precedenti lavori in lingua italiani, riarrangiati e ricantati per l'occasione (fanno eccezione solo i brani dell'ultimo album Manifesto del 1995), oltre all'inedito Un grande salto, estratto come singolo.
Il brano Malinverno presenta un riarrangiamento di matrice marcatamente jazz.

## Tracce
1. Un grande salto – 5:00 (Raf) – Inedito
2. Il battito animale – 4:28 (Cheope, Raf)
3. Interminatamente – 4:45 (Cheope, Raf)
4. Cosa resterà degli anni '80 – 5:19 (Giancarlo Bigazzi, Giuseppe Dati, Raf)
5. Sei la più bella del mondo – 4:27 (Raf)
6. Ti pretendo – 4:37 (Giancarlo Bigazzi, Gianna Albini, Raf)
7. Gente di mare – 3:31 (Giancarlo Bigazzi, Umberto Tozzi, Raf)
8. Svegliarsi un anno fa – 4:19 (Giancarlo Bigazzi, Raf)
9. Inevitabile follia – 2:12 (Giancarlo Bigazzi, Raf)
10. Malinverno – 5:02 (Giuseppe Dati, Raf)
11. Due – 5:15 (Cheope, Raf)
12. È quasi l'alba – 4:09 (Cheope, Raf)
13. Oggi un Dio non ho – 4:23 (Giuseppe Dati, Raf)
14. Il suono c'è – 3:42 (Cheope, Raf)
15. Stai con me – 4:34 (Cheope, Raf, Eric Buffat, Leonardo Abbate)
16. Dentro ai tuoi occhi – 4:29 (Cheope, Raf)
17. Siamo soli nell'immenso vuoto che c'è – 5:05 (Giuseppe Dati, Raf)

## Formazione
- Raf – voce e chitarra acustica
- Cesare Chiodo – basso
- Alfredo Golino – batteria
- Giacomo Castellano – chitarra
- Ernesttico Rodriguez, Rosario Jermano – percussioni
- Simone Papi – pianoforte, programmazione, Fender Rhodes e organo Hammond C3
- Alessandro Di Puccio – vibrafono
- Marco Tamburini – tromba
- Stefano Cantini – sax
- Emanuela Cortesi – cori

## Classifiche
| Classifica (1996) | Posizione massima |
| ----------------- | ----------------- |
| Europa            | 31                |
| Italia            | 2                 |

### Classifiche di fine anno
| Classifica (1996) | Posizione |
| ----------------- | --------- |
| Italia            | 24        |